# Alain Aspect

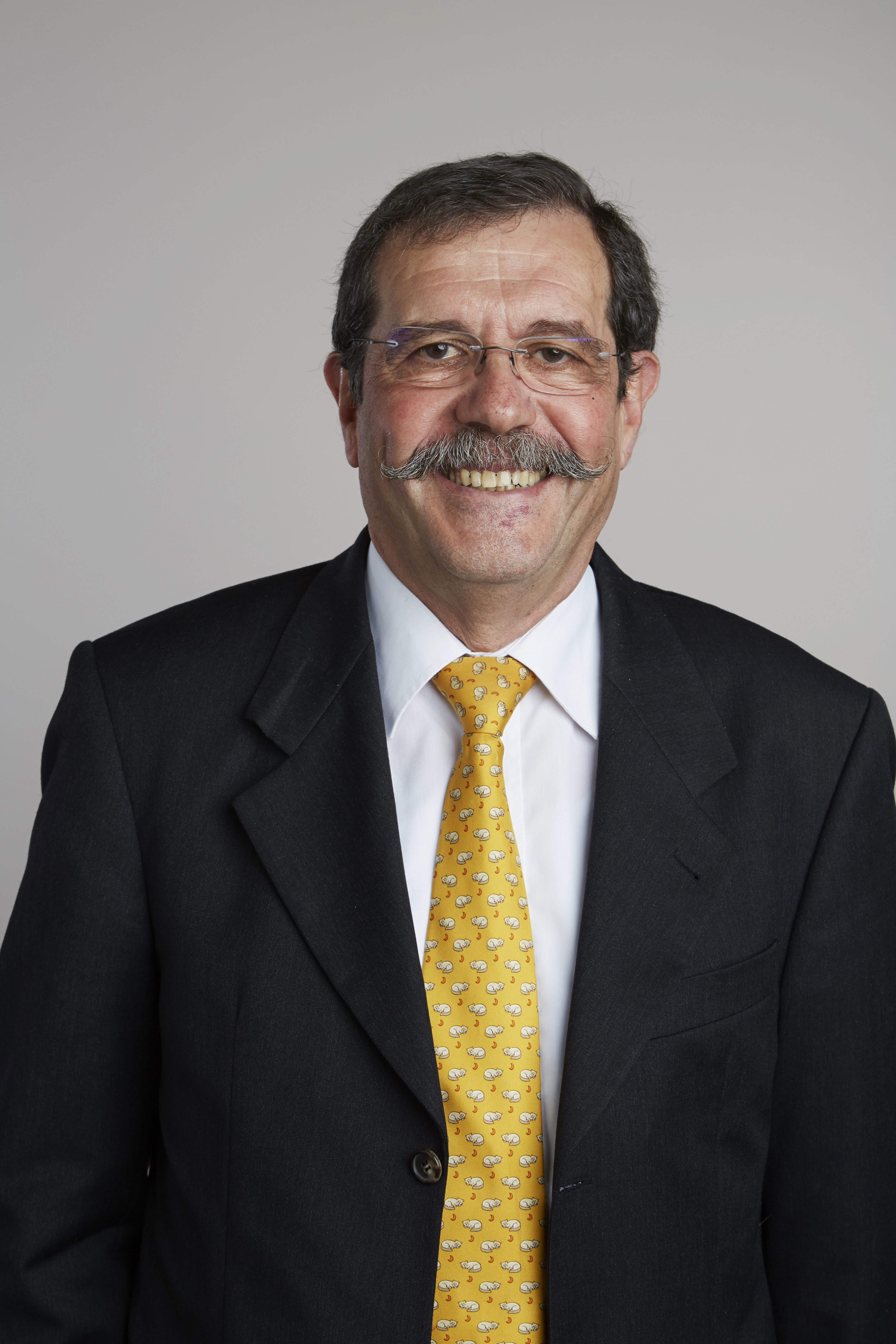
Alain Aspect (2015)

Alain Aspect (* 15. Juni 1947 in Agen) ist ein französischer Physiker, dessen Hauptarbeitsgebiet die Quantenoptik ist. Im Jahr 2022 wurde ihm der Nobelpreis für Physik gemeinsam mit John Clauser und Anton Zeilinger zuerkannt. Er erhielt ihn speziell für seine Experimente zur Bellschen Ungleichung, die in einer Theorie mit verborgenen Variablen gelten würde, in der Quantenmechanik aber verletzt ist. Clauser hatte die Verletzung der Bellschen Ungleichung nachgewiesen, es blieb aber ein Schlupfloch, das Alain Aspect schloss. Damit war er auch ein Pionier der Experimente mit verschränkten Photonen und insgesamt der Quanteninformationswissenschaft.

## Leben
Alain Aspect studierte ab 1965 an der École normale supérieure de Cachan (heute École normale supérieure Paris-Saclay) mit der Agrégation in Physik 1969 und an der Universität Paris mit dem Lizenziat in Physik 1967 und dem Diplom (DEA) in Optik 1968 an der École supérieure d'optique (SupOptique, heute Institut d’Optique Graduate School) an der Universität in Orsay (heute Universität Paris-Süd). 1969 wurde er Assistenzprofessor (Professeur Agrégé) an der Universität Paris-Süd. 1971 absolvierte er den ersten Teil seiner Promotion (Thèse du 3eme cycle) bei Serge Lowenthal am Institut d'Optique Théorique et Appliquée (Supoptique). Danach lehrte er im Rahmen eines Austauschs für drei Jahre 1971 bis 1974 in Yaoundé in Kamerun. 1974 bis 1985 war er Dozent (maître-assistant) an der École Normale Supérieure de Cachan. 1983 promovierte er (Doctorat d`Etat, zweiter Teil des damaligen französischen Promotionssystems) an der Universität Paris-Süd mit seinen Arbeiten zur experimentellen Überprüfung des EPR-Gedankenexperiments. 1985 bis 1992 war er am Collège de France bei Claude Cohen-Tannoudji und dort stellvertretender Leiter des Labors. Seine Experimente unternahm er vielfach am Laboratoire Kastler Brossel der École normale supérieure. Gleichzeitig war er Maître de conférences an der École polytechnique in Paris. 1992 wurde er Directeur de recherche des Centre national de la recherche scientifique (CNRS) in der classe exceptionelle am Forschungslaboratorium Charles Fabry des Institut d'Optique in Orsay, das gemeinsam vom CNRS und der Universität Paris-Süd betrieben wird. Außerdem war er 1992 bis 1994 stellvertretender Direktor der École supérieure d'optique (SupOptique). Gleichzeitig war er ab 1994 Professor an der École polytechnique in Paris. Dort leitete er die Gruppe für Atomoptik.
Um 1980 arbeitete Aspect gemeinsam mit Jean Dalibard und Gérard Roger an einer experimentellen Überprüfung des EPR-Effektes. Die Diskussion dazu wurde von John Stewart Bell verschärft auf die Frage der experimentellen Gültigkeit der Bellschen Ungleichungen. Diese werden durch Theorien verborgener Variablen erfüllt, in der Quantenmechanik aber verletzt. Theorien verborgener Variablen wurden unter anderem von Louis de Broglie und David Bohm aufgestellt, um doch noch eine Vereinbarkeit von Quantenmechanik und klassischer Physik zu erreichen. Ein Experiment von John Clauser hatte in den 1970er Jahren die Verletzung der Bellschen Ungleichungen nachgewiesen, es blieb aber ein Schlupfloch. Aspect konnte in einem Experiment 1982 mit verschränkten Photonen das Schlupfloch schließen. Dazu sorgte er dafür, dass die Messungen am verschränkten Paar erst durchgeführt wurden, als das Paar die Quelle schon verlassen hatte.
Als Ergebnis des die Quantenmechanik bestätigenden Versuchs bleiben gemäß dem EPR-Paradoxon und seinen Voraussetzungen im Wesentlichen zwei Möglichkeiten: Es sind entweder (a) experimentell nicht fassbare Fernwirkungen am Werk (Einstein sprach in diesem Zusammenhang von spukhaften Fernwirkungen) oder (b) die quantenmechanische Beschreibung der experimentellen Vorgänge bedient sich eines Formalismus, dessen Objekte nicht ohne Weiteres als unmittelbare Bestandteile der Realität angesehen werden dürfen. Diese letzte Ansicht ist die Auffassung der Kopenhagener Interpretation der Quantenmechanik von Niels Bohr und Werner Heisenberg.
Anfangs befasste er sich mit kohärenter Optik (1969 bis 1971), von 1974 bis 1985 mit Anwendungen der Quantenoptik zum Testen der Grundlagen der Quantenmechanik. Später forschte er an Laserkühlung neutraler Atome (etwa von 1985 bis 1992, unter seinem Chef Cohen-Tannoudji, der auch auf diesem Gebiet arbeitete und insbesondere dafür den Nobelpreis erhielt) und Bose-Einstein-Kondensaten, ultrakalten Atomen und Atomoptik (ab 1992).

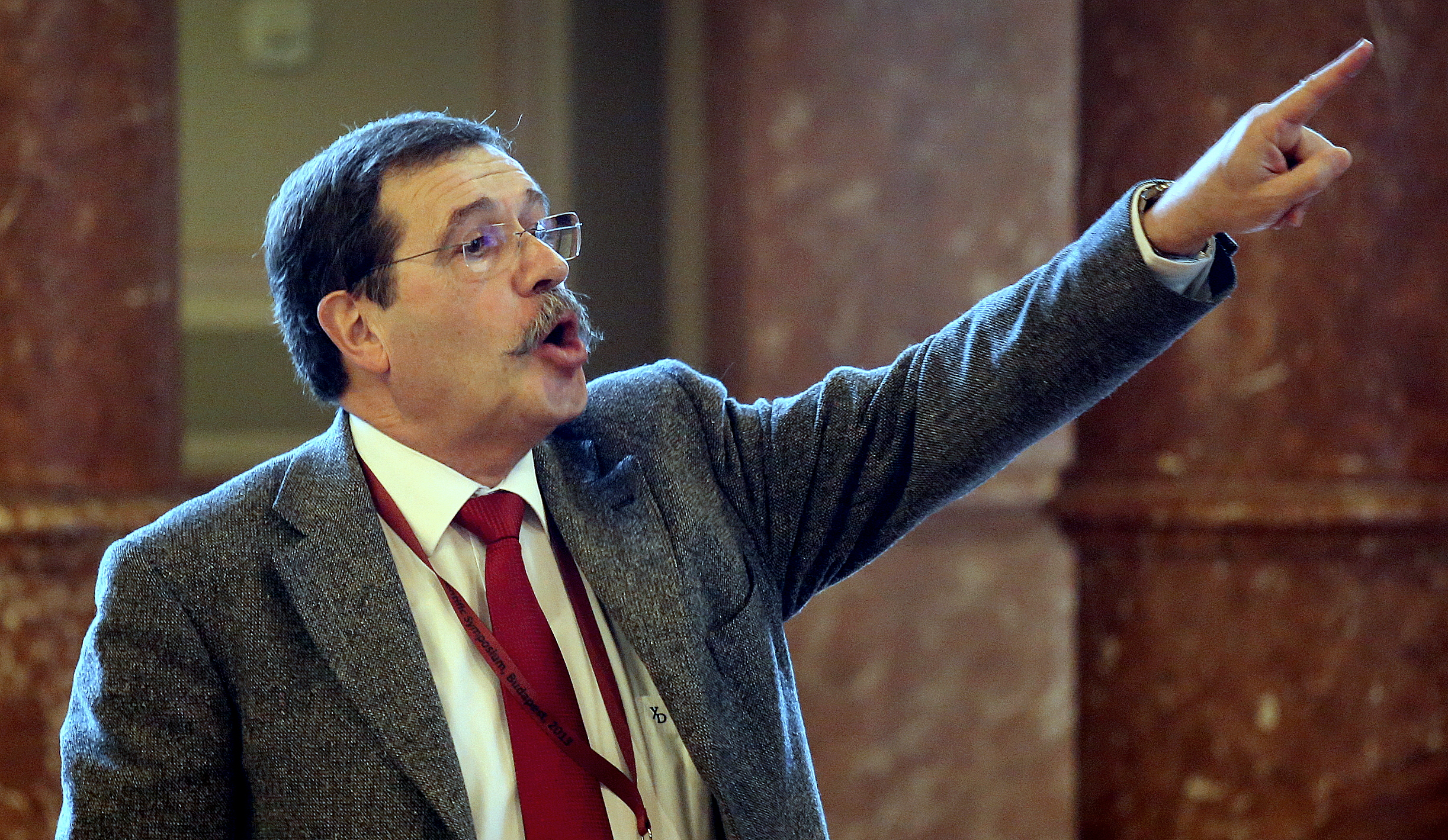
Alain Aspect in Budapest (2013)

## Auszeichnungen
- 1983: Prix Servant
- 1985: Commonwealth Award for Science and Invention
- 1991: Morris Loeb Lecture
- 1991: Holweck-Preis
- 1999: Gay-Lussac-Humboldt-Preis
- 1999: Max Born Award der Optical Society of America
- 2005: Médaille d’or du CNRS
- 2006: Ehrendoktor der École polytechnique und der Universität Montreal
- 2008: Ehrendoktor der Heriot-Watt University und der Australian National University
- 2009: European Physical Society Quantum Electronics Prize
- 2010: Wolf-Preis
- 2010: ERC Advanced Grant
- 2011: Ehrendoktor des Technion
- 2011: Médaille grand vermeil de la Ville de Paris
- 2012: Herbert-Walther-Preis
- 2012: Albert-Einstein-Medaille
- 2013: Niels-Bohr-Medaille der UNESCO
- 2013: Frederic Ives Medal
- 2013: Balzan-Preis[5]
- 2014: Offizier der Ehrenlegion
- 2019: Benennung eines Asteroiden nach ihm: (33163) Alainaspect
- 2022: Nobelpreis für Physik

## Mitgliedschaften
- 1995: korrespondierendes und 2002 volles Mitglied der Académie des sciences
- 2000: Mitglied der Académie des technologies
- 2002: Fellow der Optical Society of America
- 2005: Fellow der American Physical Society (APS)[6]
- 2006: Mitglied im französischen Rat für Wissenschaft und Technologie (Haut conseil de la science et de la technologie)
- 2008: Mitglied der National Academy of Sciences (Foreign Associate)[7]
- 2009: Korrespondierendes Mitglied der Österreichischen Akademie der Wissenschaften
- 2009: Ordentliches Mitglied der Academia Europaea[8]
- 2015: Auswärtiges Mitglied der Royal Society
- 2025: Mitglied der Académie française

## Schriften (Auswahl)
- Proposed experiment to test separable hidden-variable theories. In: Physics Letters A. Band 54, 1975, S. 117–118
- Proposed experiment to test nonseparability of quantum mechanics. In: Physical Review D. Band 14, 1976, S. 1944–1951
- mit Philippe Grangier, G. Roger: Experimental Realization of Einstein-Podolsky-Rosen-Bohm Gedankenexperiment: A New Violation of Bell's Inequalities. In: Physical Review Letters. Band 49, 1982, S. 91–94, doi:10.1103/PhysRevLett.49.91
- mit Jean Dalibard, G. Roger: Experimental Test of Bell's Inequalities Using Time-Varying Analyzers. In: Physical Review Letters. Band 49, 1982, S. 1804–1807, doi:10.1103/PhysRevLett.49.1804
- Einstein et les révolutions quantiques. CNRS Edition, ISBN 978-2-271-12539-2
- mit Gilbert Grynberg, Claude Fabre: Introduction to quantum optics: from the semi-classical approach to quantized light. Cambridge University Press, 2010, ISBN 978-0-511-78972-4